# Liste der Monuments historiques in Cavaillon
Die Liste der Monuments historiques in Cavaillon führt die Monuments historiques in der französischen Stadt Cavaillon auf.

## Liste
| Bezeichnung                                                             | Beschreibung                                        | Standort                                                   | Kennzeichnung | Schutzstatus      | Datum     | Bild           |
| ----------------------------------------------------------------------- | --------------------------------------------------- | ---------------------------------------------------------- | ------------- | ----------------- | --------- | -------------- |
| Antiker Bogen                                                           |                                                     | place François Tourel (Lage)                               | PA00082018    | Classé            | 1840      | weitere Bilder |
| Aquäduktbrücke von Canaù                                                | leitet den Canal Saint-Julien über den Fluss Coulon | chemin des Sables (Lage)                                   | PA84000056    | Classé Q106392009 | 2011      | weitere Bilder |
| Café Le Fin de Siècle Café, Dach, Fassade, Innendekoration, Vorderfront |                                                     | 42, 46 et 54 place du Clos (Lage)                          | PA00082221    | Inscrit           | 1991      | weitere Bilder |
| Einsiedelei St-Jacques                                                  |                                                     | Saint-Jacques (Lage)                                       | PA00082022    | Classé            | 1911      | weitere Bilder |
| Hotel d’Agar Garten, Innendekoration, Kamin                             |                                                     | 65 place Philippe de Cabassole 58 rue Liffran (Lage)       | PA84000059    | Inscrit           | 2011      | weitere Bilder |
| Hôtel de Pérussis Dach, Fassade, Treppengeländer, Treppe                |                                                     | 49 place Philippe-de-Cabassole (Lage)                      | PA00082024    | Classé            | 1984      |                |
| Jüdisches Ritualbad Haus, Hof, Treppe                                   |                                                     | rue Hébraïque (Lage)                                       | PA84000050    | Classé            | 2007      |                |
| Kanonikerhaus Innendekoration, Oratorium                                |                                                     | 5 place Philippe de Cabassole 19 rue Raphaël-Michel (Lage) | PA84000049    | Inscrit           | 2007      |                |
| Kapelle Notre-Dame des Vignères                                         |                                                     | Les Vignères (Lage)                                        | PA00082020    | Classé            | 1982      | weitere Bilder |
| Kapelle St-Benoît Fassade                                               |                                                     | Grand’Rue (Lage)                                           | PA00082021    | Inscrit           | 1948      | weitere Bilder |
| Krankenhaus (ehemalig) Kapelle                                          |                                                     | 288 Grand’Rue (Lage)                                       | PA00082023    | Classé            | 1988      | weitere Bilder |
| Pfarrkirche St-Véran Kreuzgang                                          | ehemalige Kathedrale                                | place Voltaire (Lage)                                      | PA00082019    | Classé            | 1840 1862 | weitere Bilder |
| Porte d’Avignon                                                         |                                                     | place Jean-Bastide (Lage)                                  | PA00082025    | Inscrit           | 1927      |                |
| Synagoge                                                                | ehemalige Synagoge, heute das Musée Juif Comtadin   | rue Hébraïque (Lage)                                       | PA00082026    | Classé            | 1924      | weitere Bilder |